# Зарбдарський район

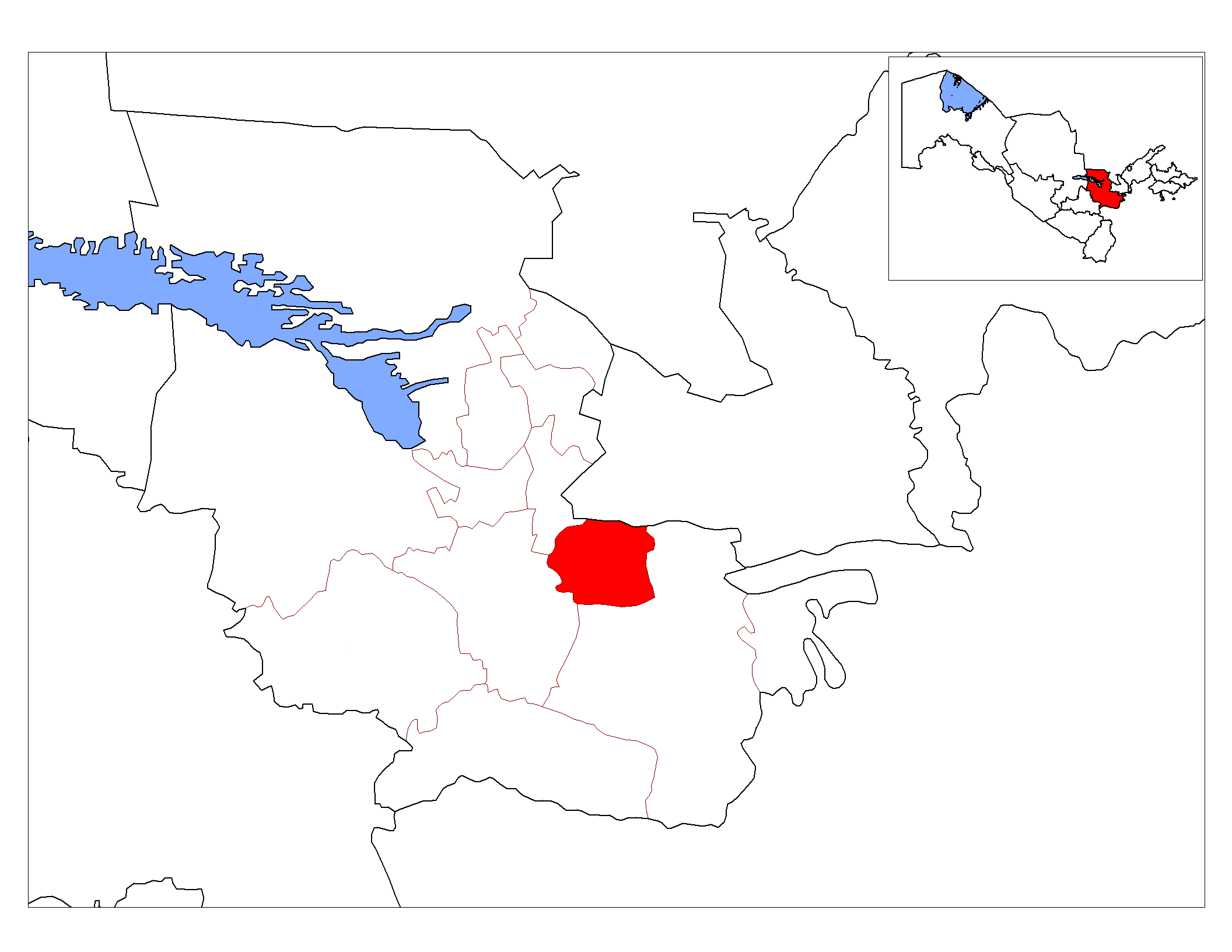
Розташування району в Джиззацькій області.

Зарбдарський район (узб. Зарбдор тумани, Zarbdor tumani) — район у Джиззацькій області Узбекистану. Розташований на сході області. Утворений 4 грудня 1979 року. Центр — міське селище Зарбдар.
| Узбекистан | Це незавершена стаття з географії Узбекистану. Ви можете допомогти проєкту, виправивши або дописавши її. |